# کشف عشق
کشف عشق (انگلیسی: Discovery of Love؛‏ کره‌ای: 연애의 발견) یک مجموعه تلویزیونی محصول کره جنوبی در سال ۲۰۱۴ با بازی جونگ یو می، اریک مون و سونگ جون است. این مجموعه از ۱۸ اوت تا ۷ اکتبر ۲۰۱۴، روزهای دوشنبه و سه‌شنبه ساعت ۲۱:۵۵ (کی‌اس‌تی) از کی‌بی‌اس۲ پخش شد.

## بازیگران
- جونگ یو می در نقش هان یو روم
- اریک مون در نقش کانگ ته ها[۳][۴][۵][۶]
- سونگ جون در نقش نام ها جین
- یون جین یی در نقش آن آه ریم
- یون هیون مین در نقش دو جون هو[۷]

## تولید
این مجموعه دومین همکاری جونگ یومی و اریک مون، هفت سال پس از هرچه بادا باد در سال ۲۰۰۷ است. جونگ یو می و سونگ جون با نویسنده جونگ هیون جونگ به ترتیب در من به عشق نیاز دارم ۲ (۲۰۱۲) و من به عشق نیاز دارم ۳ (۲۰۱۴) همکاری داشتند.